# Escut de Torreblanca
L'escut de Torreblanca és un símbol representatiu oficial de Torreblanca, municipi del País Valencià, a la Plana Alta. Té el següent blasonament:
| « | Escut quadrilong de punta redona. En camp de gules, una torre d'argent, maçonada de sable, acostada de dos lleons d'or, coronats, estantolats i rampants. La torre carregada d'una custòdia d'or amb viril d'argent. Per timbre, una corona reial oberta. | » |

## Història
L'escut s'aprovà per Resolució de 26 de maig de 2006, del conseller de Justícia, Interior i Administracions Públiques, publicada en el DOGV núm. 5.287, de 23 de juny de 2006.
La torre de color blanc és un senyal parlant tradicional relatiu al nom de la vila, que ja apareix, juntament amb els lleons, a l'església parroquial de Sant Bartomeu i als antics segells municipals; a més a més, la torre d'argent sobre camper de gules vol recordar també el bisbe de Tortosa, primer senyor feudal de la localitat, que li atorgà carta de població el 1576.
La custòdia és un símbol del fet històric més important succeït a Torreblanca, que recorda el saqueig de la vila dut a terme l'agost del 1397 per part dels pirates barbarescos, entre el botí del qual es trobava la custòdia de l'església amb l'hòstia consagrada. Quan a València van saber la notícia, el Consell del Regne va organitzar una expedició de càstig per recuperar els objects sagrats, en la qual van participar forces del Regne de València, del de Mallorca i del Principat de Catalunya, a més de gent procedent d'Aragó.
En l'Arxiu Històric Nacional es conserven dos segells en tinta de 1876, de l'Alcaldia i de l'Ajuntament. Van acompanyats de la següent nota:
| « | (castellà) El origen de estos sellos segun tradición, procede de cuando el Moro robó la custodia de esta parroquia y fué recuperada en una batalla que tuvieron con los Cristianos, en la cual un leon se apoderó del que la llevava destrozandole en el suelo; por cuyo motivo figuran los dos leones al lado de la Torre de la parroquia, y es en la forma que aparecen en ambos sellos de la cabezera. | (català) L'origen d'aquests segells segons la tradició, procedeix de quan el moro furtà la custòdia d'aquesta parròquia i fou recuperada en una batalla que tingueren amb els cristians, en la qual un lleó es va apoderar del que la portava destrossant-lo en terra; i és per aquest motiu que figuren els dos lleons al costat de la Torre de la parròquia, i és en la forma que apareixen en ambdós segells de la capçalera | » |